# Dimensions (Freedom Call)
Dimensions är det tyska power metal-bandet Freedom Calls femte studioalbum. Det släpptes i april 2007 av skivbolaget Steamhammer. Det var det första av bandets album på vilket gitarristen Lars Rettkowitz medverkade och det första och enda med basisten Armin Donderer.

## Låtlista
1. "Demon's Dance" – 2:03
2. "Innocent World" – 4:27
3. "United Alliance" – 4:10
4. "Mr. Evil" – 3:43
5. "The Queen of My World" – 4:27
6. "Light Up the Sky" – 5:25
7. "Words of Endeavour" – 3:52
8. "Blackened Sun" – 4:40
9. "Dimensions" – 3:58
10. "My Dying Paradise" – 4:47
11. "Magic Moments" – 4:34
12. "Far Away" – 3:19

## Medverkande
Musiker
- Chris Bay – sång, gitarr
- Lars Rettkowitz – gitarr
- Armin Donderer – basgitarr
- Dan Zimmermann – trummor

Bidragande musiker
- Mitch Schmitt - körsång
- Oliver Hartmann - körsång
- Sabine Schmidt - körsång
- Lisa Neumann - körsång
- Katharina Neumann - körsång
- Laura Karls - körsång
- Elisa Darnstedt - körsång
- Victoria Janek - körsång
- Anne Dasbach - körsång
- Laura Richter - körsång
- Gerald Doe - berättarröst

Produktion
- Chris Bay – producent, ljudtekniker
- Dan Zimmermann – producent
- Tommy Newton - ljudtekniker, mixning, mastering
- Paul Raymond Gregory - omslagskonst
- Anna Obereigner - design
- Nina Köhler, Raffaela Lehnbeuter - foto